# Ranchera
Ranchera is een type Mexicaanse muziek. Traditionele ranchera's hebben als thema de liefde, vaderlandsliefde of de natuur. Het ritme kan drie-kwarts, twee-kwarts of vier-kwarts zijn, wat overeenkomt met respectievelijk de wals, de polka en de bolero.
De bekendste vertolkers van de ranchera zijn Lola Beltrán, Vicente Fernández, Pedro Infante, Jorge Negrete, María de Lourdes en Javier Solís. De bekendste ranchera-componisten zijn Lucha Reyes, Cuco Sanchez, Felipe Valdez, Antonio Aguilar en José Alfredo Jiménez. Deze laatste schreef meer dan duizend nummers.
De ranchera is nauw verwant met de corrido, die vaak door dezelfde bands gespeeld wordt.
De tekst van de corrido gaat echter over helden en schurken, terwijl dat bij de ranchera niet het geval hoeft te zijn. De ranchera varieert meer in tempo dan de corrido.
De naam ranchera komt van het woord rancho, dat boerderij betekent, omdat deze muziekvorm ontstond op de rancho's op het Mexicaanse platteland. Ranchera-nummers die overgenomen zijn door norteño-bands of conjunto-bands uit Noord-Mexico en het zuidwesten van de Verenigde Staten, worden ook wel norteños genoemd, naar het Spaanse woord voor noorden.